# Anomala francottei
Anomala francottei är en skalbaggsart som beskrevs av Guido Sabatinelli 1997. Anomala francottei ingår i släktet Anomala och familjen Rutelidae. Inga underarter finns listade i Catalogue of Life.